# 拿坡里六和弦
在音樂理論中，那不勒斯六和弦或译拿坡里六和弦、那坡里六和弦（英語：Neapolitan sixth chord）是在自然小调的基础上由上主三和弦的根音降低半音使其成為大三和弦。這和弦一般以第一轉位（first inversion）的形式出現，因此有“六和弦”之稱。“拿坡里六和弦”在樂理上的記號為“N6”，“N”是Neapolitan的縮寫，“6”是六和弦的意思。其和声功能标记为“♭1sII₆”，意思是降低根音、带有小下属功能(s)的二级和弦的第一转位。
拿坡里六和弦是一種含有變化音的大六和弦，雖然含有變化音，但其和弦內部不含有特殊的變化音程，如增六度、減三度、增五度等。

例如在C大调和c小调中，组成那不勒斯六和弦的音就是F—Ab—D♭：

## 和弦功能
那不勒斯六和弦具有強烈的下屬和弦的性質，常用於正格終止式裡，以導入屬和弦。
离调
离调與經過轉調不同，它並不繼續進入第三調，而是立即返回原來的調。一般人通常認為那不勒斯六和弦對於調性的指示是強而有力的，它足以將原來的調暫時离调到以它的根音為中心音的調。
轉調
那不勒斯六和弦在轉調裡會是一個非常好的中介和弦。它可以作為關係較遠的兩調之間的共同和弦，而作為一個單純的大三和弦，它可以有好幾种解釋。因此，将那不勒斯六和弦当作中介和弦，可以加速向远关系调的转调。

## 和弦背景
那不勒斯六和弦常用於轉調的情況之下，一般都會用於降半音的轉調。在19世紀時，由於這種和弦的應用有所擴充，作曲家經常將那不勒斯六和弦作為原位和弦的三和弦。這種用法可以使其具有更多的穩定性與獨立性，而在這種情形之下，降低半音的第二音作為真正的和弦的根音，因而在和弦裡重複。在搖滾與現代流行音樂中，運用拿坡里六和弦這種傳統和弦的例子有：哈利·葛瑞森-威廉斯1998年電影《小蟻雄兵》的主題音樂。

## 轉位
它的主音和弦有時會用於原位和弦（Root position）。這種用法通常是作曲者想要解決向外的第一轉位（First invertion）和弦之屬音（Dominant）。上主音（Supertonic）移至導音（Leading note） ，下中音（Submediant）的銜接必須是屬音（Dominant）或是導音（Leading note）。